# 勧修寺家
勧修寺家（かじゅうじけ/かんじゅじけ）は、藤原北家勧修寺流支流の公家・華族である。公家としての家格は名家、華族としての家格は伯爵家。

## 歴史
藤原高藤の子孫の系統を「勧修寺流」と言うが、嫡流は勧修寺家ではなく、甘露寺家である。ただし、戦国時代から織豊期に勧修寺家から2代の国母（後奈良天皇・後陽成天皇生母）を輩出した事から、当時は勧修寺家を嫡流とみなす説もあり、それに基づいて書かれた文献もある（『諸家伝』）。
「勧修寺」の号は始祖・高藤の追号であり、勧修寺流の嫡流当主の中では平安時代後期の為房が坊城とともに勧修寺の号を使用している。鎌倉時代前中期の勧修寺流嫡流である吉田資経の子は、為経（嫡流甘露寺家および清閑寺家の系譜の祖）、経俊（勧修寺家・中御門家・坊城家の系譜の祖）、資通（万里小路家の家祖）の三流に分かれた。
南北朝時代、経俊の孫・定資の子が、坊城家の家祖である長男・俊実、勧修寺家の祖である次男・経顕、町家の祖である三男・経量の三流に分かれた。
定資は死去の二年前の嘉暦3年（1328年）に遺産分譲について定めたが、所領の大半、および家記などの文書を相続したのは次男の勧修寺経顕だった。このように処分されたのは、経顕は祖父俊定に見込まれたもので、官位も昇進しており、父定資の見るところでも兄弟で一番器量があると見なされたためだった。こうして、定資の嫡流は経顕の系譜（勧修寺家）となり、坊城家は長男の系譜ながら傍流と見なされることになった。
経顕は当時の勧修寺流一門の長老である葉室長隆の許可を得て「勧修寺」の号を称するようになったが、同族の万里小路時房は日記『建内記』の正長（1428年）3月23日の条でもともと勧修寺の姓を名乗るのは経顕一代のはずだったのに、曽孫・経成の代に至る現在でも使用しているため、勧修寺家が勧修寺一門の惣領家かのように世間では誤解されていると指摘している。
官位は正二位・権大納言を家例とするものの、歴代当主のうち経顕、尹豊が従一位・内大臣、教秀・晴豊が従一位・准大臣まで登っている。また死後の追贈で教秀、晴右は贈左大臣、尹豊は贈右大臣、晴豊・光豊が贈内大臣となっている。
江戸時代の石高は726石。家学は儒学。
明治維新後の明治2年（1869年）6月17日の行政官達で公家と大名家が統合されて華族制度が誕生すると勧修寺家も公家として華族に列した。
明治3年12月10日に定められた家禄は、現米で486石。
明治9年8月5日の金禄公債証書発行条例に基づき家禄と引き換えに支給された金禄公債の額は1万7609円9銭3厘（華族受給者中254位）。勧修寺顕允は、明治前期に陸軍少尉であり、当時の住居は東京市麹町区富士見町にあった。当時の家令は三宅光勧。
明治14年（1884年）7月7日の華族令の施行で華族が五爵制になると大納言宣任の例多き旧堂上家として顕允が伯爵位が授けられた。
顕允は陸軍軍人として日清日露に従軍して戦功をあげた。その後貴族院の伯爵議員にも当選。その息子の2代伯爵経雄も貴族院の伯爵議員に当選した。同志社女子専門学校や京都府立第一高等女学校の講師も務めた。3代伯爵末雄の代の昭和前期に勧修寺伯爵家の邸宅は東京市淀橋区上落合にあった。

## 歴代当主
1. 勧修寺経顕 （1298 - 1373）
2. 勧修寺経方 （1335 - ）
3. 勧修寺経重 （1355 - 1389）
4. 勧修寺経豊 （ - 1411）
5. 勧修寺経興 （1396 - 1437）
6. 勧修寺経直 （ - 1449）
7. 勧修寺教秀 （1426 - 1496）
8. 勧修寺経茂 （1430 - 1500）
9. 勧修寺政顕 （1452 - 1522）
10. 勧修寺経熈 （1432 - 1504）
11. 勧修寺尚顕 （1478 - 1559）
12. 勧修寺尹豊 （1503 - 1594）
13. 勧修寺晴右 （1523 - 1577）
14. 勧修寺晴豊 （1544 - 1602）
15. 勧修寺光豊 （1575 - 1612）
16. 勧修寺教豊 （1610 - 1615）
17. 勧修寺経広 （1606 - 1688）
18. 勧修寺経慶 （1644 - 1709）
19. 勧修寺尹隆 （1676 - 1722）
20. 勧修寺高顕 （1695 - 1737）
21. 勧修寺顕道 （1717 - 1756）
22. 勧修寺敬明 （1740 - 1758）
23. 勧修寺経逸 （1748 - 1805）
24. 勧修寺良顕 （1765 - 1795）
25. 勧修寺経則 （1788 - 1836）
26. 勧修寺顕彰 （1814 - 1861）
27. 勧修寺経理 （1828 - 1871）